# Green Point fyr
Green Point fyr är en fyr  i Kapstaden i Sydafrika. Den tändes första gången den  
12 april 1824 och är landets äldsta fyr. 
Fyren, som ritades av den tyska arkitekten 
Herman Shutte, byggdes i tegel mellan 1821 och 1823 och utökades med en våning år 1865. Den var försedd med en argandlampa som eldades med tran och lysvidden var 6 sjömil.
Fyren elektrifierades år 1929. Den är vitmålad med sneda röda band på två sidor och står ovanpå den likaledes vitmålade fyrvaktarbostaden. Fyrapparaten visar en vit blixt var tionde sekund och lysvidden är 25 sjömil. Mistluren avger en ljudsignal två gånger per minut vid dimma och dålig sikt.
Fyrplatsen är öppen och fyren visas  på guidade turer mot en avgift.